# Диктейская пещера
Диктейская пещера (греч. Δικταίο Άντρο), или Психро, — пещера в Диктийских горах над плато Ласити на острове Крит, Греция. Расположена на высоте 1024 метров над уровнем моря. Является одной из популярных достопримечательностей Крита. В рекламных целях её часто называют пещерой Зевса.

## Мифология
Согласно Гесиоду, богиня Рея пряталась от своего мужа Кроноса, пожиравшего их детей, в пещере в Диктийских горах, неподалёку от Ласити. Тут она и родила Зевса, а мужу отдала камень, завернутый в пелёнку. С конца XIX века пещера над современным селом Психро стала ассоциироваться с этим мифологическим местом.

## История
Первые раскопки в пещере произвёл в 1886 году Джозеф Хадзидакис. Исследования были продолжены в 1896 году сэром Артуром Эвансом.
В результате раскопок были найдены античные алтари, множество вотивных статуэток, посвящённых Зевсу, а также керамика от раннеминойской до позднеримской. Из этого был сделан вывод, что Зевсу тут служили непрерывно около 2000 лет.
В настоящее время находки из Диктейской пещеры хранятся в Археологическом музее Ираклиона и Музее Ашмола в Оксфорде.

## Описание
Вход в пещеру расположен на высоте 1024 метров над уровнем моря. Пещера состоит из вестибюля (42×19×6,5 м), где были установлены алтарь и каменные столы для приношений, и основного зала (85×38×(5−14) м). В глубине пещеры — небольшое подземное озеро. На стенах и потолке причудливые сталагмиты и сталактиты.

## Туризм
Пещера Зевса является популярным туристическим объектом Крита. Турагентства прибрежных районов продают путёвки на организованные экскурсии к этой достопримечательности. От автостоянки к пещере нужно подниматься по крутой тропе (возможен подъём туристов на ослах). Спуск в пещеру — по металлической лестнице. Внутри организована электрическая подсветка, через озерцо перекинуты мостки. Вход в пещеру платный. От входа открывается вид на плато Ласити.